# カステッリーノ・デル・ビフェルノ
カステッリーノ・デル・ビフェルノ（イタリア語: Castellino del Biferno）は、イタリア共和国モリーゼ州カンポバッソ県にある、人口約600人の基礎自治体（コムーネ）。

## 地理

### 位置・広がり

#### 隣接コムーネ
隣接するコムーネは以下の通り。
- カンポリエート
- ルチート
- マトリーチェ
- モッローネ・デル・サンニオ
- ペトレッラ・ティフェルニーナ